# Бад-Ольдесло
Бад-Ольдесло (нем. Bad Oldesloe [ˌbatˀɔldəsˈloː]) — город в Германии, районный центр, расположен в земле Шлезвиг-Гольштейн.
Входит в состав района Штормарн. Население составляет 24 322 человека (на 31 декабря 2010 года). Занимает площадь 52,60 км². Официальный код — 01 0 62 004.